# Platymantis diesmosi
Espèce
Statut de conservation UICN

 EN  : En danger
Platymantis diesmosi est une espèce d'amphibiens de la famille des Ceratobatrachidae.

## Répartition
Cette espèce est endémique de Luçon aux Philippines. Elle se rencontre de 950 à 1 160 m d'altitude sur le mont Malinao dans la province d'Albay.

## Description
Les mâles mesurent de 28,3 à 39,1 mm et les femelles de 49,8 à 52,7 mm.

## Étymologie
Cette espèce est nommée en l'honneur d'Arvin Cantor Diesmos.

## Publication originale
- Brown & Gonzalez, 2007 : A new forest frog of the genus Platymantis (Amphibia: Anura: Ranidae) from the Bicol Peninsula of Luzon Island, Philippines. Copeia, vol. 2007, no 2, p. 251-266 .